# Serviceorienteret arkitektur
Serviceorienteret arkitektur (forkortes SOA) er en måde at opbygge en it-arkitektur.
En serviceorienteret arkitektur stiller rammerne til rådighed for at services kan udstilles, forbruges, sammensættes og styres på en konsistent måde. Den mest anvendte SOA-kommunikationsform mellem services er XML-baserede web services.
En SOA kan opbygges bottom up ved at service-enable eksisterende funktioner. En SOA kan også angribes top down vha. forretningsmodellering.
Hovedformålet med SOA er at skabe mulighed for genbrug af services og øge fleksibiliteten i it-systemer. Fleksibilitet og time to market er i dag en meget vigtig faktor for enhver virksomhed. Med indførelse af SOA gives mulighed for at it kan understøtte forretningens krav om fleksibilitet og hurtig tilpasning til markedets krav.
Yderligere opnår it-verdenen den fordel, at flere komponenter kan genbruges. Kommunikation og transformation af data og protokoller udskilles fra forretningsapplikationerne og varetages typisk af en ESB (Enterprise Services Bus) funktion. Disse fordele giver yderligere mulighed for at understøtte forretningsprocesser som breder sig over flere forskellige 'traditionelle applikationer'.
SOA kædes ofte sammen med forretningsdrevet udvikling, hvor forretnings- og proceskyndige beskriver forretningsprocesser i et modeleringsværktøj. Processerne overleveres til it-verdenen gennem BPEL (Business Process Execution Language), hvor de knyttes til services (maskinelle eller manuelle). Endelig er det ofte et krav fra forretningens side, at kørende processer kan overvåges såvel set med it-øjne som med forretningens øjne.
SOA er et arkitektur-mønster som ikke nødvendigvis skal understøttes af specialiserede teknologiske komponenter, selvom det ofte kan være en god ide i at benytte modne 3.parts SOA komponenter.
En lang række it-firmaer leverer produkter og løsninger med udgangspunkt i SOA-tankegangen. Nogle af de største spillere på dette marked er Microsoft, IBM, BEA, Software AG, Tibco, Sun, og Oracle. Ikke alle de nævnte dækker alle områderne i forbindelse med SOA.